# Parimuduyal bate

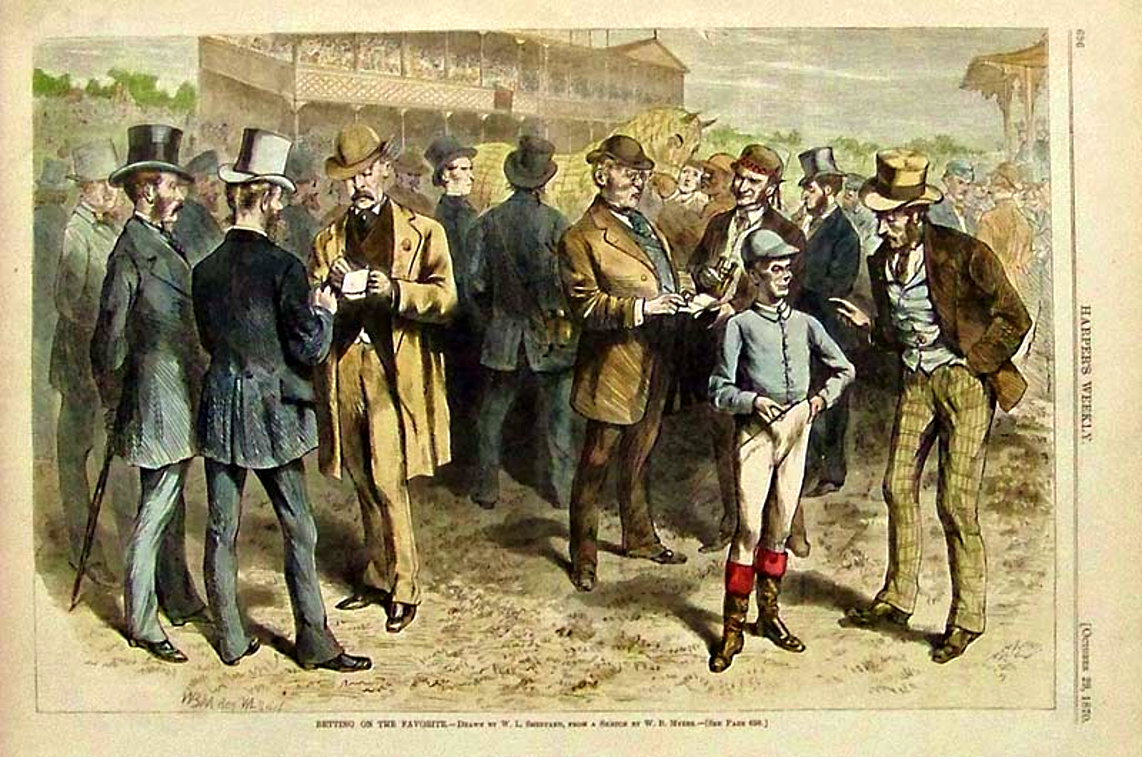
Betting on the Favorite, o gravură pe lemn desenată de W. L. Sheppard (dintr-o schiță de W. B. Myers) și publicată în Harper's Weekly, octombrie 1870.

Parierea parimutuel (din franceză pari-mutuel, „pariuri reciproce”) este un sistem de pariere în care toate pariurile de un anumit tip sunt plasate împreună într-un pool; se scad impozitele și „house-take” sau „vigorish”, iar cotele de plată sunt calculate prin împărțirea fondului între toate pariurile câștigătoare. În unele țări, este cunoscut sub numele de Tote după totalizator, care calculează și afișează pariurile deja făcute.
Sistemul parimutuel este utilizat la jocurile de noroc la curse de cai, curse de ogari, jai alai și la toate evenimentele sportive de durată relativ scurtă în care participanții termină într-o ordine clasată. Un sistem parimutuel modificat este, de asemenea, utilizat în unele jocuri de loterie.

## Istorie
Sistemul parimutuel a fost inventat de impresarul catalan Joseph Oller în 1867.
Cantitatea mare de calcul implicată în acest sistem a condus la inventarea mașinii specializate de calcul mecanic cunoscută sub numele de totalizator, „totalizator automat” sau „placă totală”, inventată de inginerul australian George Alfred Julius. Primul a fost instalat la hipodromul Ellerslie, Auckland, Noua Zeelandă în 1913 și au ajuns să fie utilizate pe scară largă la cursele de curse din întreaga lume. Introducerea în SUA a avut loc în 1927, ceea ce a dus la deschiderea hipodromului suburban Arlington în Arlington Park, lângă Chicago și Sportsman's Park din Cicero, Illinois, în 1932.

## Definiție
Pariurile Parimutuel diferă de pariurile cu cote fixe prin faptul că plata finală nu este determinată până la închiderea fondului - la pariurile cu cote fixe, plata este stabilită în momentul vânzării pariului. Jocurile de noroc parimutuel sunt frecvent reglementate de stat și sunt oferite în multe locuri în care jocurile de noroc sunt ilegale. Jocurile de noroc parimutuel sunt deseori oferite și la facilitățile „off track”, unde jucătorii pot paria pe evenimente fără a fi prezenți pentru a le observa personal.